# Bernard Rappaz
Bernard Rappaz (* 18. Februar 1953) ist ein Schweizer Landwirt aus dem Kanton Wallis. Er wurde bekannt für seine Produktion von Cannabis und wird daher «Hanfbauer» genannt.

## Leben
Ab 1985 war Rappaz Vizepräsident der Union des producteurs suisses (UPS; heutige Uniterre).
In den 1990er Jahren begann Rappaz, für die Liberalisierung des Hanfhandels und -konsums zu kämpfen. Er wurde vom Bezirksgericht Martigny im November 2008 für schuldig befunden, zwischen 1996 und 2001 Hanf angebaut, gegen das Betäubungsmittelgesetz verstossen und Geldwäscherei begangen zu haben. Die Polizei hatte bei ihm rund 50 Tonnen Hanf beschlagnahmt. Er gestand anlässlich der Gerichtsverhandlung, fünf Tonnen verkauft und einen Gesamtbetrag von ungefähr fünf Millionen Franken (= ca. 3,5 Millionen Euro) eingenommen zu haben. Er machte auch «heilende Kräfte des Marihuanas» geltend. Bernard Rappaz wurde zu sechs Jahren Freiheitsstrafe verurteilt; der zuständige Staatsanwalt hatte zehn Jahre gefordert.
Am 20. März 2010 wurde er in Sion inhaftiert. Er trat in einen Hungerstreik, um gegen das nach seiner Meinung unrechtmässige Strafverfahren gegen ihn zu protestieren. Er wurde in den Gefängnistrakt des Berner Inselspitals verlegt. Die Walliser Staatsrätin Esther Waeber-Kalbermatten ordnete für den Sterbewilligen im Juli 2010 eine Zwangsernährung an. Am 21. Juli gaben ihm die zuständigen Walliser Behörden Hausarrest in seinem Wohnsitz in Saxon. Vorerst beendete er seinen Hungerstreik.
Am 26. August 2010 wies das Bundesgericht in einer öffentlichen Urteilsberatung die Beschwerde von Rappaz gegen die Nichtgewährung des Haftunterbruchs ab. Es entschied, dass die Voraussetzungen für eine Unterbrechung des Strafvollzugs nicht gegeben seien. Nötigenfalls könne durch die Strafvollzugsbehörde eine Zwangsernährung angeordnet werden, sofern eine bleibende Schädigung oder der Tod des Strafinsassen nicht anders abgewendet werden könne. Daraufhin wurde Rappaz ins Gefängnis überführt, wo er wiederum in einen Hungerstreik trat. Eine erneute Beschwerde gegen die Verweigerung eines Haftunterbruchs nach 77 Tagen Hungerstreik lehnte das Walliser Kantonsgericht am 11. November 2010 ab.
Am 18. November 2010 wurde eine Begnadigung durch die Abgeordneten des Walliser Grossen Rats in einer Abstimmung abgelehnt.
Medienberichten vom 23. Dezember 2010 zufolge hat Rappaz beschlossen, nach 120 Tagen zum 24. Dezember seinen Hungerstreik (zeitweise mit Vitaminen, Salz und gezuckertem Tee) zu beenden. Dies aufs Anraten des Europäischen Gerichtshofs für Menschenrechte, an den er sich hingewendet hatte, nachdem er bei allen inländischen Instanzen gescheitert war. Das Gericht hatte Rappaz' Forderung nach sofortigen Massnahmen abgewiesen und von ihm verlangt, seinen Hungerstreik während des Verfahrens zu unterbrechen.
Im Mai 2011 wurde Rappaz zu einer zusätzlichen Freiheitsstrafe von einem Jahr ohne Bewährung verurteilt. Das Gericht befand ihn der Geldwäscherei, des Verstosses gegen das Betäubungsmittelgesetzes und der Urkundenfälschung für schuldig. Rappaz' Verteidiger kündigte Berufung an.

## Autobiografie
- Pionnier! Favre, Lausanne 2013
  - Der Pionier. Die abenteuerliche Lebensgeschichte eines Hanfrebellen. Nachtschatten, Solothurn 2016, ISBN 978-3-03788-397-6.